# 紅磡繞道

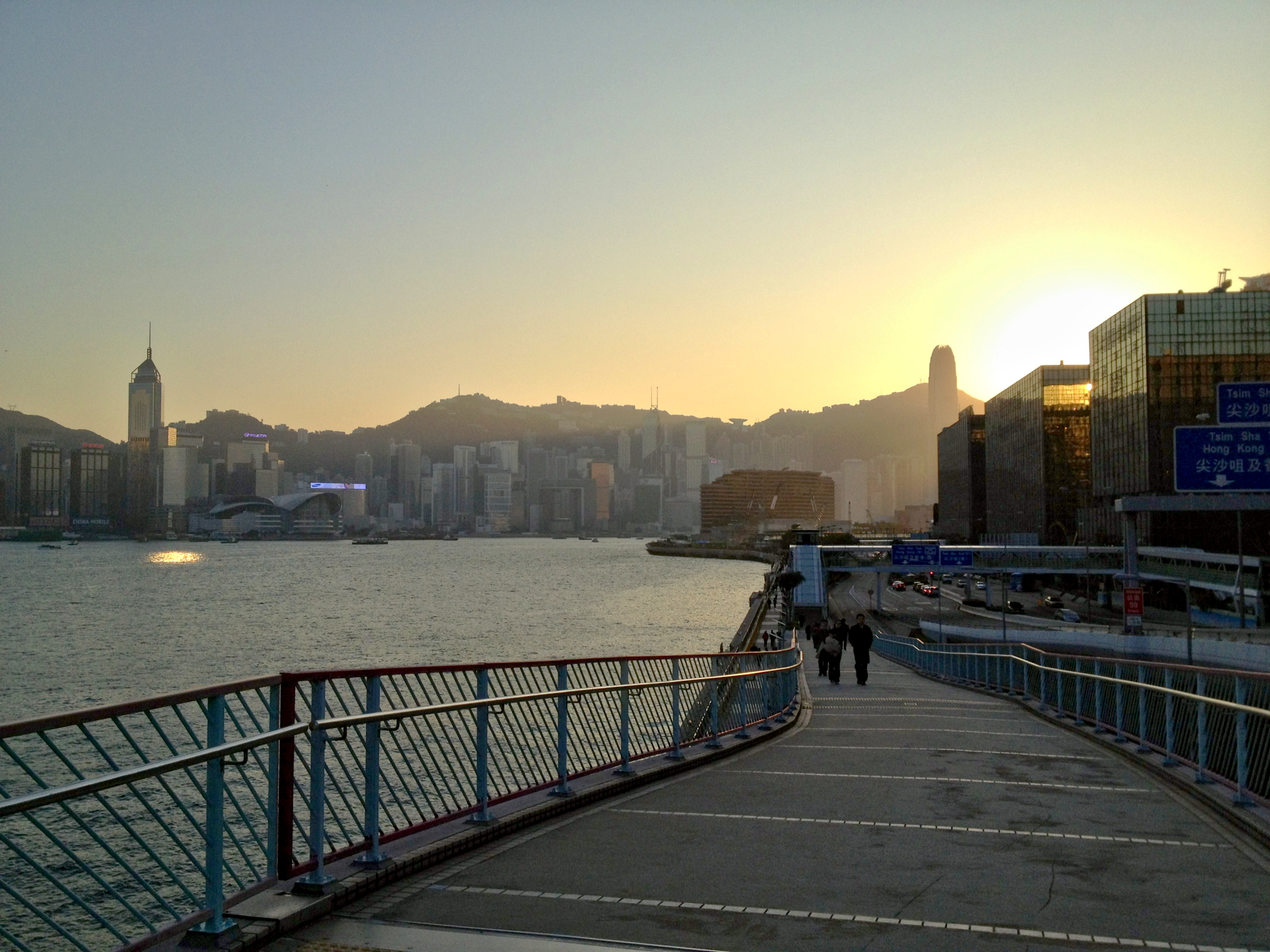
紅磡繞道行車道以南的行人路

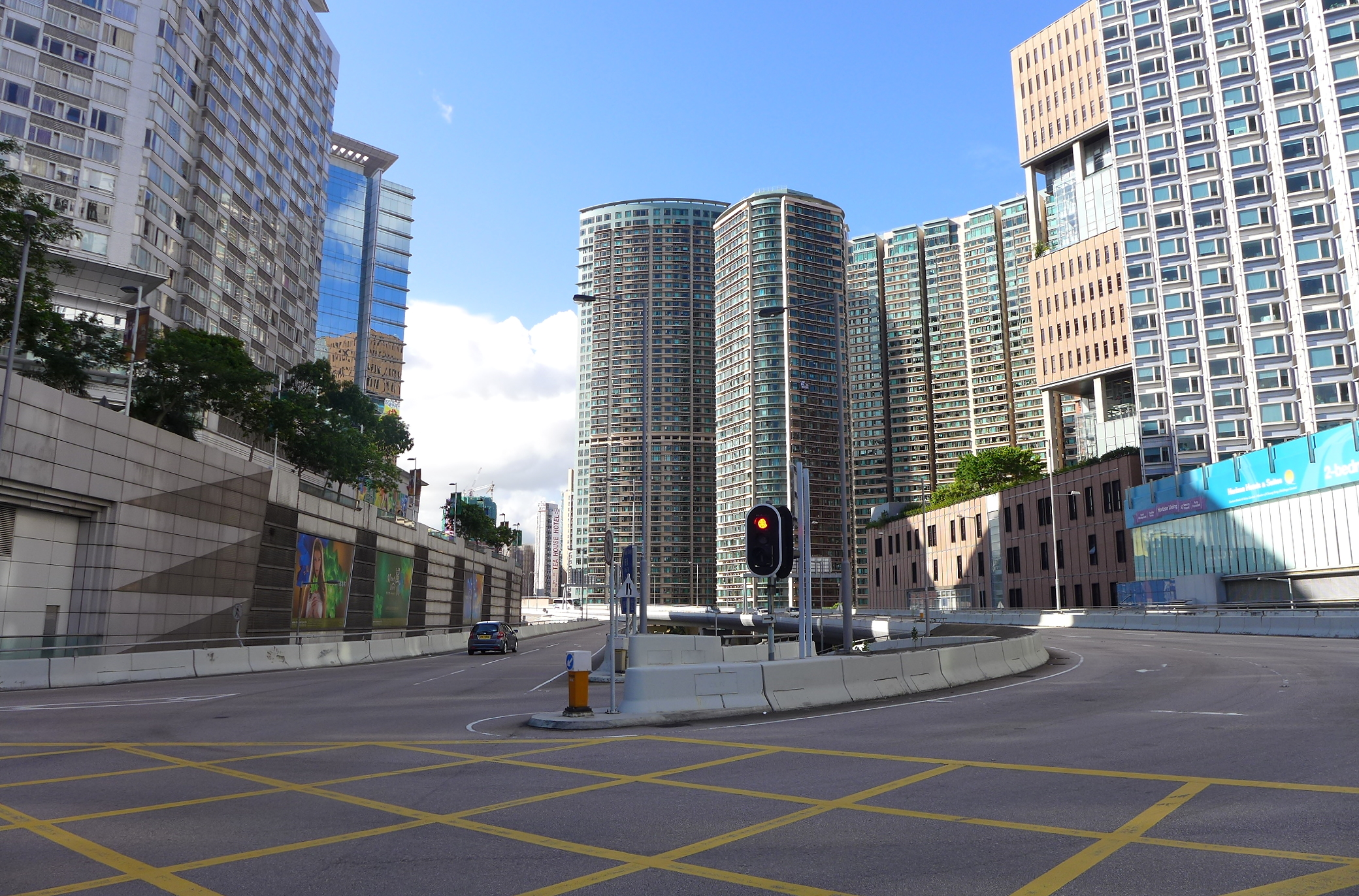
於1999年至2019年被普遍稱為公主道連接路的部分

紅磡繞道（英語：Hung Hom Bypass）是香港九龍一條T形高架分隔行車道，由前田建設及俊和聯營公司承建，於1999年8月31日通車。其中主綫全長1.3公里，雙程雙線行車，繞經紅磡灣填海區，連接尖沙咀的梳士巴利道及紅磡的紅磡道及紅磡南道。繞道另設有公主道連接路連接公主道及漆咸道南一帶，而連接路可連接油麻地、何文田、九龍塘和獅子山隧道。
紅磡繞道通車後，有效減輕公主道經漆咸道南前往尖沙咀方向的交通壓力，及令前往尖沙咀、尖沙咀東的車流不用再行經繁忙的康莊道。行車道以南設有架空行人天橋，連接尖沙咀東部渡輪碼頭和紅磡灣海灣軒，而向紅磡繞道一邊設有隔音屏障及坐椅。當維港舉行煙花匯演期間，紅磡繞道天橋東行路面會劃為行人專用區，供市民觀賞煙花。
紅磡繞道跨過紅磡貨場，近紅磡海底隧道一段在維多利亞港海面之上。
紅磡繞道及公主道連接路自1999年建成以來一直未有正式刊憲命名，其名稱只屬政府採用的通俗命名。直至2018年11月，地政總署正式就道路命名事宜展開公眾諮詢及徵求油尖旺區議會接納，及後於2019年3月1日正式刊憲命名，惟兩段道路被統一命名為紅磡繞道。

## 公主道連接路
前稱公主道連接路的部分，連接紅磡繞道、紅磡站、公主道、加士居道及暢通道南，其中國際都會對出的一段設有交通燈、行人過路處及通往紅磡灣的行人天橋。

## 交匯道路

### 紅磡繞道
- 麼地里
- 梳士巴利道
- 公主道連接路
- 紅鸞道
- 暢通道南
- 紅磡南道
- 紅磡道

### 公主道連接路
- 公主道
- 漆咸道北
- 漆咸道南
- 靖山街
- 暢通道南
- 紅鸞道
- 紅磡繞道
- 暢運道
- 暢通道南
- 紅鸞道
- 紅磡繞道
- 都會道
- 紅荔道
- 紅磡繞道

## 事件
2023年7月12日清晨6時許，有晨運客途經紅磡繞道旁行人天橋時，發現一名女子從橋面墮至橋底。警方及救援人員接報到場後，證實47歲女事主當場不治。